# Милорадович Олександр Григорович
Милорадович Олександр Григорович (*27 серпня 1793 року Чернігівська губернія — †21 листопада 1868 року Чернігівська губернія) — український аристократ, онук полковника Чернігівського полку Гетьманщини. Чернігівський цивільний губернатор Російської імперії. 

## Біографія
Старший син Григорія Петровича Милорадовича і його дружини Олександри Павлівни Милорадович-Кочубей. 
Перші роки дитинства провів в рідному домі. У десять років разом з батьком вирушив до Санкт-Петербургу і здобувши в німецькій Петропавлівській виховній школі початкову освіту, перейшов в Санкт-Петербурзький педагогічний інститут, де мешкав у професора Кукольника, який згодом став директором Ніжинського ліцею князя Безбородька. Олександр за тодішнім звичаєм зарахований на службу ще 1805. У 13 років він вступив до Державної колегії актуаріусом.
Після закінчення з відзнакою курсу наук, він, на підставі указу 1809, отримав чин колезького секретаря, а 1813 призначений перекладачем. З колегії закордонних справ відряджений 1814 у Париж до генерала-фельдмаршала князя Барклаю де Толлі, і слідом за цим призначений титулярним радником, а 1815 колезьким ассесором. 1818 на службі  Малоросійського генерал-губернатора князя Іллі Рєпніна. 
У тому ж 1823 його розподілено в Правлячий Сенат в 1-е відділення 5-го департаменту за обер-прокурорський стіл. 
У цей час Милорадович жив в будинку графині Безбородько, вдови дійсного статського радника Іллі Безбородька.
25 грудня 1825 року Милорадович призначений статським радником. 1826 член комісії для викриття таємної торгівлі золотом. 1827 році нагороджений орденом Святої Анни 2 ступеня, і після повернення з Оренбурзької губернії вступив на посаду обер-прокурора 1-го департаменту Сенату в 1829 році. 
1830 - дійсний статський радник, звільнений із служби. У тому ж році Милорадович повернувся в Україну. Обраний на посаду генерального судді Чернігівської губернії, а потім головою цивільної палати. Перебуваючи на посаді генерального судді Милорадович неодноразово виправляв посаду голови кримінальної палати, а також кілька разів посаду Чернігівського цивільного губернатора.
1834 Олександр Григорович одружився зі своєю далекою родичкою Софією Григорівною Туманською, і перші роки одруження він проживав у маєтку своєї дружини у Вознесенському глухівському повіті, а також Милорадович частенько жив у своєї тещі генеральші Туманської в Полтавській губернії Хорольського повіту в селі Іванівка.
1838 у Милорадовича померла мати і він в спадок отримав її маєток в Чернігівській губернії Городницького повіту з тисячею душ  і будинком в Чернігові. Отримавши в спадок такий маєток Олександр Григорович всю свою діяльність спрямував на удосконалення свого господарства і незабаром зробив значні поліпшення, а саме: влаштовані були винокурня і цукровий завод, поліпшені і збільшені порода і число худоби, влаштовані окремі хутори, все це було зроблено без найменшого обтяження селян. 
1846 втретє їздив за кордон, де він пробув близько двох років. У перший раз в 1814 році під час взяття Парижа, другий раз в 1824 році, коли він відвозив свого рідного брата Іларіона Григоровича в Дрезден. 
Повернувшись з-за кордону наприкінці 1847 року, оселився в Петербурзі для виховання своїх дітей, і до зими 1862 постійно жив в Петербурзі, а влітку і восени в своїх маєтках, які поступово збільшувалися, в його володіння надійшли також маєтки померлих трьох бездітних братів Олександра Григоровича. 
1838  затверджений членом Чернігівського тюремного комітету, в цьому званні він перебував близько тридцяти років. 1839  затверджений почесним попечителем Чернігівської губернської гімназії на третє триріччя. Того ж року нагороджений орденом Святого Володимира 3-го ступеня. На посаді попечителя гімназії залишався до 1842 року.

### Смерть
З 1862 більшу частину життя провів у межах Чернігівської губернії. Наприкінці 1864 року після його поїздки за кордон, став втрачати зір, лікарі пов'язали ослаблення зору з віком. Після свого повернення з-за кордону зиму 1864-1865 років він провів в Петербурзі і зовсім здоровий повернувся до Чернігова. У 1 лютого 1868 року по поверненні з прогулянки у нього стався сильний удар, оніміла вся ліва сторона. Згодом Олександр Григорович став видужувати, він вже міг потроху ходити, але потім стався ще один удар. 19 лютого стало очевидно, що смерть неминуча, Олександр Григорович став причащатися і молитися. 
Помер 21 лютого 1868 в шостій годині вечора. За кілька хвилин до смерті він цілував руку своєї дружини.
25 лютого тіло Олександра Григоровича було перенесено в Троїцько-Іллінський монастир, а 27 лютого віддане землі в склепі під собором церкви Троїцького монастиря. Похований він був біля могил батька і матері. Відспівування здійснювали: ректор Чернігівської духовної семінарії архімандрит Євгеній, архімандрит Феодосій і священик Варваринського приходу Олександр Юшаков, який був у продовж багатьох років духівником Олександра Милорадовича.

## Нагороди
- Орден Святого Володимира 3-го ступеня;
- Орден Святого Володимира 4-го ступеня;
- Орден Святої Анни 2-го ступеня.